# Palaeoendomychus gymnus
Palaeoendomychus gymnus es una especie de coleóptero de la familia Endomychidae.

## Distribución geográfica
Habita en Shandong (China).